# Humicola nigrescens
Humicola nigrescens är en svampart som beskrevs av Omvik 1955. Humicola nigrescens ingår i släktet Humicola och familjen Chaetomiaceae.   Inga underarter finns listade i Catalogue of Life.